# Velgast
Velgast je obec v německé spolkové zemi Meklenbursko-Přední Pomořansko.

## Poloha
Velgast leží zhruba pětadvacet kilometrů na západ od hanzovního města Stralsundu. Jeho jižní částí protéká řeka Barthe.

## Historie
První zmínka o Velgastu je z roku 1242, což obec zařazuje mezi nejstarší v Předním Pomořansku. Jméno obce je slovanského původu.

## Doprava
Městem prochází železniční trať Rostok–Stralsund, která zde také má stanici. Kromě rychlíků třídy Regional-Express z Rostocku do Sassnitzu zde staví také vlaky InterCity, které jezdí z jižního Německa přes Hamburk na Rujánu do Binzu. Od hlavní trati se zde odpojuje původně padesátikilometrová železniční trať Velgast–Prerow, z které je ovšem dnes funkční a používaný pouze třicetikilometrový úsek do Barthu. Druhá vedlejší trať, která z Velgastu vedla do třicet kilometrů vzdáleného Tribseesu, je dnes již mimo provoz v celé své délce.